# Alfred Pfeiffer (Ingenieur)
Alfred Pfeiffer (* 5. Mai 1900 in Fulda; † 31. Oktober 1985 in Dresden) war ein deutscher Ingenieur, Industrie-Forscher und Hochschullehrer. Er war Gründungsdirektor des Instituts für Regelungstechnik der heutigen Technischen Universität Chemnitz.

## Leben und Werk
Alfred Pfeiffer studierte an den Universitäten Frankfurt an Main, Münster und Berlin Physik. Er promovierte 1927 zum Dr. phil. und wurde 1957 Hauptabteilungsleiter und Institutsdirektor (Institut für Flugwerke) des Forschungszentrums der Luftfahrtindustrie in Dresden. Als solcher erarbeitete er wichtige Grundlagen für den Flugzeugbau in der DDR und war an der Herausgabe der Schriftenreihe zur beruflichen Bildung des Forschungszentrums der Luftfahrtindustrie maßgeblich beteiligt. 
1961 wurde er zum Professor für Sondergebiete der Regelungstechnik mit vollem Lehrauftrag an der Technischen Hochschule Karl-Marx-Stadt berufen. 1966 erfolgte seine Emeritierung.
Er besaß mehrere Patente, darunter seit 1941 zu einer Einrichtung zur elektrischen Nachlaufsteuerung.

## Schriften (Auswahl)
- Spektralanalyse von Metallen I. und II. In: Archiv für Technische Messen, Bd. V., 1933/34, S. 721/1–2.
- Zwei Fassungen des Kausalitätsbegriffs. Leipzig 1960.
- Streitgesprächre über Grundfragen der Naturwissenschaft und Philosophie. 1961.
- (mit Klaus Göldner): Untersuchung der Schwingungen eines Relaisregelsystems 4. Ordnung in der Phasenebene. Karl-Marx-Stadt 1964.
- Ein kybernetisches Gütemaß für die Koordinierung von Bewegungen. Karl-Marx-Stadt 1965.